# Курячі Лози
Ку́рячі Ло́зи — село в Україні, у Кривоозерській селищній громаді Первомайського району Миколаївської області. Населення становить 1698 осіб.
Біля села розташоване заповідне урочище «Курячі Лози».

## Історія
В окрузі знайдені клади і поселення IV тис. до н. е. (трипільська культура) і епохи пізньої бронзи (кінець II тис. до н. е.).
Вперше село згадується в документах Подільської єпархії в 1762 році. Назва села ймовірно пов'язана з густими зарослями верболозу де були гнізда диких курей.
У XVIII ст. землі сучасної Миколаївщини починають активно освоюватись під захистом Війська Запорізького — одночасно і поряд засновуються зимівники, місце проживання, реєстрових, військових козаків і звичайні села, місце проживання, вільних козаків, козаків-селян, козаків-хліборобів, втікачів від польського гніту.
Саме такі вільні селяни-козаки-хлібороби, втікачі від панського гніту з Поділля і Київщини і заснували село Курячі Лози як навколишні сіле, зимівники і хутори. Дуже швидко у села об'явився володар — князь Любомирський, який спочатку надавав їм певні пільги, але з часом вони потрапили у повну залежність (3-4 дні панщини, різні повинності, натуральний і грошовий чинш).
В 1784 році згадано 60 дворів і 406 жителів. Північно-східна частина села, аж до встановлення радянської влади називалась Адамівкою.
В 1914 році в селі проживало більш ніж 2500 чоловік.
У 20 сторіччі село дуже постраждало внаслідок Голодомору 1932—33 рр. та репресій 1937—38 рр.

## Герб
У щиті, понижено перетятому зеленим і червоним, вузька срібна хвиляста балка. У першій частині стоїть золота куріпка, супроводжувана в лівому верхньому кутку золотим сонцем без обличчя з такими ж променями, прямими і полум'яподібними поперемінно, праворуч трьома, а зліва двома золотими різновеликими пагонами верби з срібними котиками. У другій частині подвійний золотий глечик.

## Населення

### Мова
Розподіл населення за рідною мовою за даними перепису 2001 року:
| Мова            | Кількість | Відсоток |
| --------------- | --------- | -------- |
| українська      | 1665      | 98.06%   |
| російська       | 21        | 1.23%    |
| румунська       | 8         | 0.47%    |
| гагаузька       | 2         | 0.12%    |
| вірменська      | 1         | 0.06%    |
| інші/не вказали | 1         | 0.06%    |
| Усього          | 1698      | 100%     |

## Відомі односельці
- Уродженцем села є народний артист Української РСР Д. В. Борщов.
- С. А. Панасюк — учитель історії, краєзнавець, який брав участь у дослідженні «Сабатинівського човна»;